# Schlacht bei Preußisch Eylau
Schleiz – Saalfeld – Jena und Auerstedt – Lübeck – Großpolen – Czarnowo – Golymin – Pułtusk – Dirschau –  Allenstein – Preußisch Eylau – Ostrolenka – Stolp – Danzig – Kolberg – Guttstadt – Heilsberg – Friedland
Die Schlacht bei Preußisch Eylau war eine militärische Auseinandersetzung zwischen der russischen Armee unter dem Kommando von Levin von Bennigsen und der französischen Grande Armée unter dem Kommando von Napoléon Bonaparte im Jahr 1807. Sie dauerte vom 7. bis 9. Februar und brachte bei schweren Verlusten auf beiden Seiten kein eindeutiges Ergebnis.

## Ausgangslage

### Aufmarsch

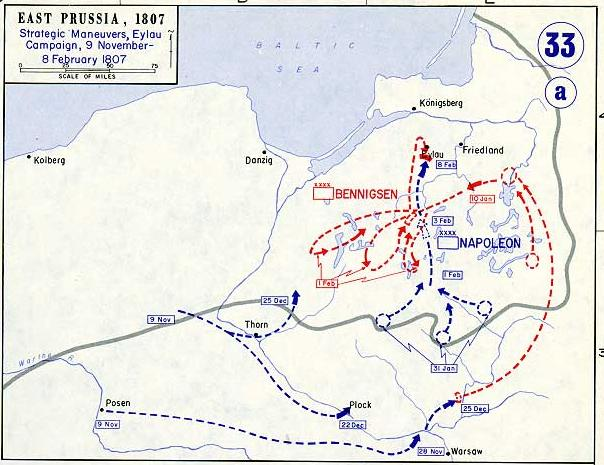
Marschbewegungen der Truppenkörper. Die Absetzbewegungen Bennigsens (rot) und die Verfolgung durch Napoleon (blau) bis zum 8. Februar, dargestellt in den Grenzen vom Juli 1807 nach dem Frieden von Tilsit.

Nach der weitgehenden Vernichtung der preußischen Armee im Feldzug von 1806 plante Napoleon, die zur Unterstützung Preußens in Ostpreußen eingerückten russischen Streitkräfte in einer Entscheidungsschlacht zu stellen. Den überwiegenden Teil der russischen Truppen kommandierte General Bennigsen. Nach einem kurzen Gefecht mit nach Westen vorgehenden russischen Kräften Ende Januar 1807, deren Stärke Marschall Bernadotte auf 70.000 Mann schätzte, sah Napoleon diese Möglichkeit gekommen und plante, den offenbar vordringenden feindlichen Verbänden in die Flanke zu fallen und ihnen den Rückweg abzuschneiden.
Die französischen Streitkräfte wurden in Marsch gesetzt, um die russische Armee in der Gegend um Allenstein vernichtend zu schlagen. Die entsprechenden Marschbefehle und Pläne gelangten jedoch in Bennigsens Hände, der sofort den Vormarsch stoppte und seine Truppen zurückzog. Die französischen Truppen marschierten daher ins Leere und fanden Allenstein am 2. Februar unbesetzt vor. Napoleon befahl seine Marschälle Soult und Murat mit ihren Divisionen unverzüglich weiter nach Guttstadt, flankiert von Marschall Neys Truppen. Kurze Zeit später, am 3. Februar, stießen vorgehende französische Truppen jedoch wenige Meilen außerhalb Allensteins auf eine russische Nachhut. Napoleon stellte seinen Plan erneut um, fasste die fünf vor Ort befindlichen Divisionen unter Marschall Murats Kommando zusammen, um gegen den erkannten Gegner vorzugehen und dessen Armee an Ort und Stelle festzuhalten, während Soult mit seinen Divisionen die Flanke des Gegners angreifen und dessen Rückzugsweg Richtung Königsberg abschneiden sollte, indem er eine wichtige Brücke bei Bergfriede besetzte. Beide Angriffe erreichten zwar ihre Ziele, waren aber nur begrenzt erfolgreich, da die früh einsetzende Dunkelheit einen Überblick über die Situation erschwerte. Als am Morgen der Angriff auf die russische Flanke erfolgen sollte, war der Gegner bereits abgerückt.

### Aufstellung

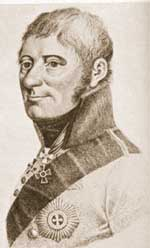
General Levin von Bennigsen

Am 5. Februar kam es bei Hoof erneut zu einem Zusammentreffen zwischen einer russischen Nachhut und den verfolgenden französischen Truppen. Nach einem kurzen, aber schweren Gefecht, bei dem beide Seiten rund 2.000 Mann verloren, setzten sich die russischen Truppen in Richtung Eylau ab.
Bennigsen stellte seine rund 67.000 Soldaten und 460 Kanonen nördlich und östlich des Ortes auf, um so die aus Eylau kommende Straße Richtung Königsberg zu sperren. Eylau selbst blieb zunächst unbesetzt.
Die russische Armee wurde von folgenden Kommandeuren befehligt:
- Generäle Fabian Sacken (3. Division) und Pjotr Essen (8. Division), Truppen im russischen Zentrum, auf einem flachen Höhenzug, 600 Meter vom Ortsrand entfernt
- General Tutschkow, (5. Division) rechte Flanke, nördlich von Eylau
- General Alexander Ostermann-Tolstoi, (2. Division) linke Flanke, südöstlich von Eylau
- General Dmitri Dochturow, (4., 7. und 14. Division) als Reserve
- General Dmitri Golizyn, Kavallerie
- Kosakenkorps Platow, Ataman der Don Kosaken Matwei Platow

Nachdrängende französische Truppen unter Soult und Murat erreichten die Gegend am 7. Februar um 14:00 Uhr. Ihnen folgten bis zum Abend die Truppen von Marschall Augereau und die Kaiserliche Garde. Etwa 45.000 Soldaten und 200 Kanonen hatte Napoleon zum Abend desselben Tages bei Eylau zusammengezogen, weitere 15.100 Mann unter Davout waren im Anmarsch, und Marschall Ney stand mit knapp 14.000 Soldaten nur wenige Meilen nördlich, um die herbeieilenden preußischen Truppen, etwa 9.000 Mann unter L’Estocq, im Auge zu behalten.

## Schlacht bei Preußisch Eylau

### Eröffnung
Nach Zeugenaussagen wollte Napoleon die russischen Kräfte am 7. noch nicht in Kämpfe verwickeln, da er selbst zahlenmäßig noch stark unterlegen war, aber auf dem Höhenzug westlich der Stadt die bessere Verteidigungsposition hielt. Ein unübersichtliches und unkontrollierbares Nachtgefecht war deshalb zu vermeiden und das Eintreffen der Verstärkungen abzuwarten, um am nächsten Morgen anzugreifen.
Eine Gruppe französischer Versorgungskutschen jedoch, unter anderem mit Teilen des Gepäcks Napoleons beladen, geriet am 7. Februar aus Unkenntnis über die Lage des französischen Hauptquartiers in die Stadt Eylau, und die Soldaten begannen ihre Wagen zu entladen. Vorgeschobene russische Einheiten sickerten daraufhin vom Ortsrand in die Stadt ein und griffen am Nachmittag die Franzosen an. Der Kampflärm veranlasste dann französische Einheiten Marschall Soults, ihrerseits vom anderen Ortsrand vorzugehen, sodass sich Kämpfe in Eylau entwickelten. Auf russischer Seite nahm man an, die Franzosen wollten den Ort besetzen, und schob weitere Truppen nach, um das zu verhindern, sodass sich aus dem Scharmützel die Schlacht entwickelte.
Gegen 22 Uhr befahl Bennigsen seinen Truppen, den Ort zu räumen. Beide Seiten hatten in den schweren Kämpfen je 4000 Mann verloren. Mit Ausnahme der französischen Truppen in Eylau und kleineren Ortschaften in der Umgebung mussten sämtliche Soldaten die Nacht im Freien verbringen, während starke Schneefälle ihre Lage weiter erschwerten.

### 8. Februar
Am Morgen des 8. Februar war die Masse der französischen Verstärkungen eingetroffen oder im Aufmarsch begriffen, sodass Napoleon jetzt etwa 75.000 Mann kommandierte, während die russischen Truppen mit den herannahenden preußischen Verbündeten etwa ebenso stark waren.
Der französische Plan sah den Angriff von drei Divisionen unter Soult an beiden Flanken vor, mit dem Ziel, die russischen Kräfte dort solange zu binden, bis Davouts aufmarschierende Divisionen den Angriff am rechten französischen Flügel verstärken konnten. Im richtigen Moment sollten Augereau und Murat aus dem Zentrum ebenfalls gegen die russische linke Flanke vorgehen, um sie von zwei Seiten zu überrennen. Im Zentrum, hinter und südlich von Eylau, stellte Napoleon seine Garde auf, um die russischen Befehlshaber von einem Angriff auf seine schwachen Stellungen dort abzuschrecken.
Das Gefecht am 8. begann mit einem Artillerieduell im Zentrum, bei dem russische Kanoniere schließlich mehrere Häuser in Eylau in Brand schossen. An der russischen rechten Flanke begannen die französischen Truppen mit einem Scheinangriff, der den erhofften russischen Gegenangriff provozierte und vom russischen linken Flügel, dem Hauptziel Napoleons, ablenkte. Der Gegenangriff warf die Truppen Soults jedoch bis auf Eylau zurück, und Marschall Ney war noch nicht nah genug, um den französischen linken Flügel zu entlasten. So befahl Napoleon einen Entsatzangriff auf seiner rechten Flanke, wo Marschall Augereau und General Saint-Hilaire so die Aufmerksamkeit des russischen Oberkommandierenden vom nun gefährlich schwachen linken Flügel ablenken sollte.
In dichtem Schneetreiben ging Augereau mit 9000 Mann vor, seine Truppen verloren aber die Orientierung und drehten während ihres Vormarsches langsam nach links auf das russische Zentrum zu. Sie marschierten direkt vor die Mündungen von 70 russischen Kanonen, die die beiden Divisionen zusammenschossen. Die Überlebenden versuchten sich neu zu gruppieren, wurden aber von der russischen Reserve unter Dochturow angegriffen und bis nach Eylau zurückgedrängt. Nur das 14. Linienregiment mit 2000 Mann hielt stand und drohte in der Folge von den vorrückenden russischen Reserven eingeschlossen zu werden. Augereau schickte einen Melder nach dem anderen, um dem Regiment den Befehl zum Rückzug zu übermitteln, jedoch erreichte keiner die Truppe. Erst Hauptmann Marbot gelangte zum Regiment, dessen Stellung nach schweren Verlusten und unter ständigen Angriffen gegnerischer Infanterie und Kavallerie schon nicht mehr zu halten war.
Er berichtete später, wie die Soldaten ihm die Regimentsstandarte übergaben und ihm auftrugen:

« Retournez vers l'Empereur, faites-lui les adieux du 14e de ligne qui a fidèlement exécuté ses ordres, et portez-lui l'aigle qu'il nous avait donnée et que nous ne pouvons plus défendre, il serait trop pénible en mourant de la voir tomber aux mains des ennemis. »

„Kehrt zum Kaiser zurück und sagt ihm auf Wiedersehen vom 14. Linienregiment, das treu seine Befehle ausgeführt hat, und bringt ihm den Adler, den er uns anvertraut hat, den wir aber nicht mehr beschützen können, es wäre zu schmerzhaft, zu sterben und ihn in die Hände der Feinde fallen zu sehen.“

Einige tausend russische Soldaten gelangten in die Stadt, in der Napoleon vom Kirchturm aus die Schlacht verfolgte. Nur das Eingreifen seiner Leibwache und der Garde ermöglichte ihm die Flucht.

### Kavallerieangriff

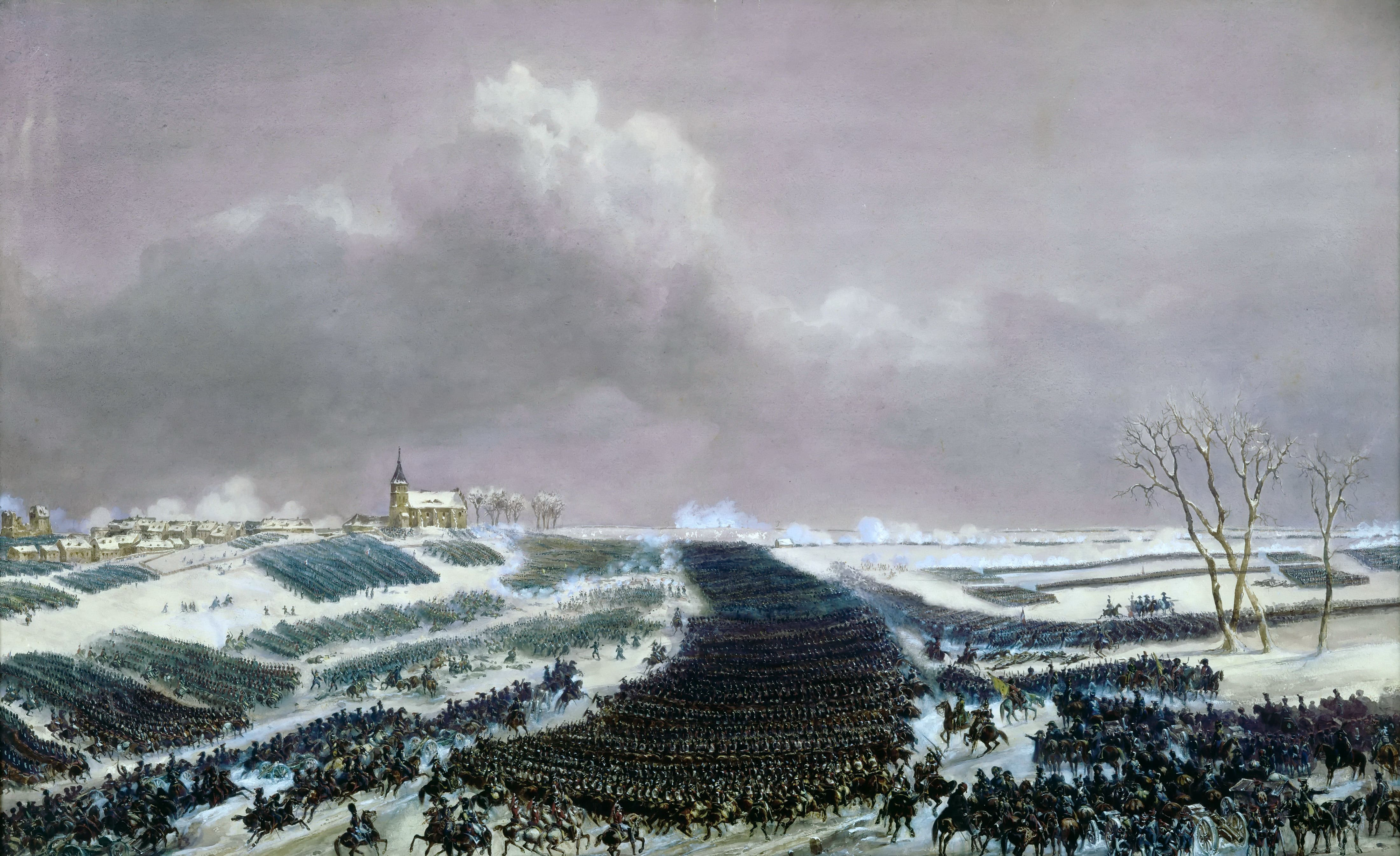
Kavallerieangriff zu Eilau, Gemälde von Jean-Antoine-Siméon Fort (1793–1861). Marschall Murat attackiert mit 10.700 Mann die russischen Linien.

Die einzigen Kräfte, die das Zusammenbrechen des französischen Zentrums noch verhindern konnten, waren die Reserven. 10.700 Kavalleristen unter Murat wurde befohlen, die vorrückenden Russen anzugreifen. Der folgende Angriff gilt als eine der größten Kavallerieattacken der Geschichte. Die französischen Reiter durchbrachen die vorrückenden russischen Verbände, befreiten die vorgeschobenen Einheiten General Saint-Hilaires und Augereaus aus ihrer misslichen Lage, durchbrachen das russische Zentrum an zwei Stellen, formierten sich hinter den russischen Linien zu einer einzigen Kolonne, drehten, durchbrachen das russische Zentrum erneut und kehrten zu den eigenen Linien zurück. Bei den Attacken wurde General d’Hautpoul, der eine Kürassier-Division kommandierte, tödlich verwundet.
Die Verluste der Kavallerie waren schwer, aber das französische Zentrum war gerettet, und eine Entlastung der französischen Truppen machte sich auch an den Flanken bemerkbar, da Bennigsen nun hastig sein Zentrum reorganisieren musste.
Ein französischer Angriff, der den momentanen Vorteil ausgenutzt hätte, blieb jedoch aus, weil Napoleon befürchtete, dass L’Estocq mit seinen preußischen Truppen das Schlachtfeld rechtzeitig erreichen könnte, um den Angriff zu vereiteln.

### Die Schlacht um die linke Flanke
Dem ursprünglichen Plan folgend, konzentrierte sich Napoleon auf die russische linke Flanke und befahl seinen Divisionen um 13:00 Uhr den Angriff. Die Truppen Davouts drängten die russische Linie immer weiter zurück, bis kurz vor ihrem Zusammenbruch L’Estocq gegen 14:00 Uhr mit seinen 9.000 Mann die russische Linie stabilisierte, indem er Davouts offene Flanke angriff.
Die nun zurückweichenden französischen Truppen wurden erst gegen Abend durch den verspätet eintreffenden Marschall Ney verstärkt. Dessen 14.000 Mann wurden von Napoleon sofort gegen den russischen rechten Flügel geschickt, was die russische Offensive am linken Flügel beendete und zu einer Pattsituation führte.

### Ende der Schlacht
In der Nacht zum 9. Februar entschied Bennigsen, dass er mit seinen Truppen keine weitere Auseinandersetzung bestehen könnte, und ordnete den Rückzug an, der gegen Mitternacht begann. Die französischen Truppen, zu erschöpft für eine Verfolgung, setzten nicht nach.

## Verluste
Die Verluste beider Seiten waren schwer, sind aber nicht mehr genau zu rekonstruieren. Napoleon ließ 1.900 Tote und 5.700 Verwundete als Verluste vermelden, was aber als Propaganda gilt. Als realistisch werden Verluste zwischen 10.000 und 25.000 französischen Soldaten angenommen. Die Verluste der Koalitionstruppen werden mit etwa 15.000 angegeben. Marschall Ney wird nach der Schlacht von Chandler mit « Quel massacre! Et sans resultat. » (deutsch: „Was für ein Massaker! Und ohne Ergebnis.“) zitiert. Napoleon soll auf die Verluste mit dem ihm zugeschriebenen, immer wieder zitierten Satz reagiert haben: « Une nuit de Paris réparera tout ça. » (deutsch: „Eine Nacht in Paris wird das alles wiedergutmachen.“) Nach dieser Schlacht beschlossen Russland und Preußen im Bartensteiner Vertrag vom 26. April 1807, weiter gemeinsam gegen Napoleon zu kämpfen.
Nach der Schlacht ließ Johann Goercke, der zuvor schon mobile Feldlazarette eingeführt hatte, drei Baracken-Lazarette in Königsberg errichten, in denen rund 18.000 verwundete Preußen, Russen und Franzosen Aufnahme fanden.

## Erinnerung
Im Umfeld des Berliner Generalszugs erinnert seit 1901 eine „Eylauer Straße“ an das Gefecht.